# Spasim
Spasim és un videojoc de simulació de vol de tir espacial en primera persona en 3D en xarxa amb 32 jugadors desenvolupat per Jim Bowery el sistema PLATO i llançat al març de 1974. El joc compta amb quatre equips de vuit jugadors, cadascun dels quals controla un sistema planetari, on cada jugador controla una nau espacial a l'espai en 3D en primera persona. Es van llançar dues versions del joc: en la primera, la jugabilitat es limita al combat de vol espacial, i en el segon sistema de gestió de recursos i estratègia es van afegir a mesura que els jugadors cooperen o competeixen per arribar a un planeta llunyà amb recursos extensos mentre gestionen els seus propis sistemes per prevenir revoltes destructives. Spasim es considera, juntament amb Maze War, de ser un dels "avantpassats conjunts" del gènere d'acció en primera persona, a causa de la incertesa sobre quin joc es va crear primer.
El joc es va desenvolupar el 1974 a la Universitat d'Illinois a Urbana–Champaign; Bowery va ser assistir en la segona versió pel seu company estudiant Frank Canzolino. Bowery va descobrir que el sistema PLATO podria tenir milers de terminals gràfics remotament connectats a un conjunt d'ordinadors centrals el gener d'aquell any quan va assistir a una classe d'art per ordinador. Es va inspirar a crear el joc original pel joc d'acció multijugador PLATO Empire, i la segona versió pel concepte de jocs de suma positiva. Spasim va ser potencialment el primer videojoc 3D en primera persona#Orígens (1970–1980), amb el títol que va impugnar Maze War; en un moment donat, Bowery va oferir una recompensa a qualsevol persona que pogués oferir la prova que Spasim no va ser el primer. També afirma que Spasim va ser la inspiració directa inicial per a molts altres jocs de PLATO, incloent Airace (1974) i Panther (1975).